# Стрільба з лука на літніх Олімпійських іграх 2008
Змагання зі стрільби з лука на літніх Олімпійських іграх 2008 проходили з 9 серпня по 15 серпня. Було розіграно чотири комплекти нагород.

## Медалі

### Загальний залік
| Місце  | Країна               | Золото | Срібло | Бронза | Загалом |
| ------ | -------------------- | ------ | ------ | ------ | ------- |
| 1      | Південна Корея (KOR) | 2      | 2      | 1      | 5       |
| 2      | Китай (CHN)          | 1      | 1      | 1      | 3       |
| 3      | Україна (UKR)        | 1      | 0      | 0      | 1       |
| 4      | Італія (ITA)         | 0      | 1      | 0      | 1       |
| 5      | Франція (FRA)        | 0      | 0      | 1      | 1       |
| 5      | Росія (RUS)          | 0      | 0      | 1      | 1       |
| Всього | Всього               | 4      | 4      | 4      | 12      |

### Медалісти
Чоловіки
| Дисципліна             | Золото                                                   | Срібло                                                  | Бронза                                        |
| ---------------------- | -------------------------------------------------------- | ------------------------------------------------------- | --------------------------------------------- |
| Індивідуальна першість | Віктор Рубан · Україна (UKR)                             | Пак Гьон Мо · Південна Корея (KOR)                      | Баїр Бадьонов · Росія (RUS)                   |
| Командна першість      | Південна Корея (KOR) Ім Тонхьон Лі Чхан Хван Пак Гьон Мо | Італія (ITA) Мауро Несполі Марко Гальяццо Іларіо Ді Буо | Китай (CHN) Цзян Лінь Лі Веньцюань Сюе Хайфен |

Жінки
| Дисципліна             | Золото                                               | Срібло                                          | Бронза                                                |
| ---------------------- | ---------------------------------------------------- | ----------------------------------------------- | ----------------------------------------------------- |
| Індивідуальна першість | Чжан Цзюаньцзюань · Китай (CHN)                      | Пак Сонхьон · Південна Корея (KOR)              | Юн Окхі · Південна Корея (KOR)                        |
| Командна першість      | Південна Корея (KOR) Пак Сонхьон Юн Окхі Чу Хьон Чон | Китай (CHN) Чжан Цзюаньцзюань Чень Лін Ґуо Дань | Франція (FRA) Віржіні Арнольд Софі Додмон Беранжер Шу |